# Parotomys littledalei
Parotomys littledalei је врста глодара из породице мишева (лат. Muridae).

## Распрострањење
Врста има станиште у Јужноафричкој Републици и Намибији.

## Станиште
Врста Parotomys littledalei има станиште на копну.
Врста је по висини распрострањена од нивоа мора до 1.500 метара надморске висине.

## Угроженост
Ова врста није угрожена, и наведена је као последња брига јер има широко распрострањење.

### Популациони тренд
Популација ове врсте је стабилна, судећи по доступним подацима.